# Yocjá
Yocjá är en ort i Mexiko.   Den ligger i kommunen Chilón och delstaten Chiapas, i den sydöstra delen av landet, 800 km öster om huvudstaden Mexico City. Yocjá ligger 1 109 meter över havet och antalet invånare är 265.
Terrängen runt Yocjá är kuperad åt sydost, men åt nordväst är den bergig. Runt Yocjá är det ganska tätbefolkat, med 129 invånare per kvadratkilometer. Närmaste större samhälle är Yajalón, 7,0 km nordost om Yocjá. Omgivningarna runt Yocjá är en mosaik av jordbruksmark och naturlig växtlighet.